# تل السلطان
تل السلطان (عربی: تل السلطان) یک سایت باستانی و یک سایت میراث جهانی یونسکو در دولت فلسطین، در شهر اریحا است، متشکل از بقایای قدیمی‌ترین شهر مستحکم در جهان.